# آنلیس ماس
آنلیس ماس (هلندی: Annelies Maas؛ زادهٔ ۲۵ ژانویهٔ ۱۹۶۰) شناگر اهل هلند بود.